# James J. Schiro
James J. Schiro (né le 2 janvier 1946, mort le 13 août 2014) est un homme d'affaires américain. Il a fait partie du conseil d'administration de différentes entreprises américaines : les multinationales Pepsico, Philips, la banque d'investissement Goldman Sachs ou encore REVA Medical.
Entre 2002 et 2009, il a occupé différentes fonction au sein de la plus grande compagnie d'assurance suisse, la Zurich Financial Services: il a notamment été président de son directoire entre mai 2002 et décembre 2009.